# Max von Pettenkofer
Max Joseph Pettenkofer, ennoblit el 1883 com a Max Joseph von Pettenkofer (3 de desembre de 1818 - 10 de febrer de 1901), fou un químic i higienista bavarès. Va néixer a Lichtenheim prop de Neuburg an der Donau, ara part de Weichering. Era nebot de Franz Xaver (1783-1850), que des de 1823 era un cirurgià i apotecari a la cort de Baviera i va ser l'autor d'algunes investigacions químiques sobre els alcaloides. vegetals Va assistir al Wilhelmsgymnasium de Múnic, i després va estudiar farmàcia i medicina a la Universitat Ludwig Maximilian, on es va graduar en 1845. Després de treballar sota la guia de Liebig a Giessen, Pettenkofer va ser nomenat químic per a la Casa de Moneda de Múnic en 1845. Dos anys més tard va ser triat com a extraordinari professor de química a la Facultat de Medicina. En 1853 va ser nomenat professor a temps complet i en 1865 també es va convertir en professor d'higiene. Fou membre de l'Acadèmia bavaresa de les ciències, i president d'aquesta institució de 1890 a 1899.
En els seus primers anys es va dedicar a la química, tant teòrica com aplicada, i a la publicació d'articles sobre la preparació de l'or i el platí, les relacions numèriques entre la massa atòmica d'elements anàlegs, la formació de vidre aventurina, la fabricació de l'enllumenat de gas a partir de fusta, la preservació dels olis, entre altres coses. La reacció coneguda pel seu nom per a la detecció d'àcids biliars es va publicar el 1844. En el seu mètode àmpliament utilitzat per a la determinació quantitativa de l'àcid carbònic la barreja gasosa se sacseja amb sulfat de bari o aigua de calç (una solució diluïda d'hidròxid de calci) de força coneguda i el canvi en l'alcalinitat es determina per mitjà de l'àcid oxàlic. Fou així que va proporcionar la prova experimental que el misteriós  hematínic dels temps antics era, de fet, un got de color de coure.
El seu nom, tanmateix, és més familiar en relació amb el seu treball en el camp de la higiene pràctica, com un apòstol de la bona aigua, l'aire fresc i de l'eliminació adequada de les aigües negres. La seva atenció es va focalitzar en aquest tema per les insalubres condicions de vida de Múnic al segle xix. Era un defensor de la "teoria de les aigües subterrànies" quant a la propagació de l'epidèmia asiàtica, el còlera. Creia que la fermentació de la matèria orgànica al subsòl llançava el germen del còlera en l'aire que al seu torn infectava els més susceptibles (aquells amb una dieta deficient, constitució, etc.). Ell no era, però, un contagionista perquè es va adherir a la creença que la propagació del còlera es feia a través de l'aire i no directament amb el contacte humà. Això és essencialment una teoria actualitzada del miasmatisme.
Pettenkofer va obtenir un brou de cultiu amb una gran dosi de bacteris Vibrio cholerae de Robert Koch, el defensor de la teoria que el bacteri era l'única causa de la malaltia. Va consumir el brou en un acte d'autoexperimentació en presència de diversos testimonis el 7 d'octubre de 1892. També va prendre bicarbonat de sodi per neutralitzar l'àcid de l'estómac per contrarestar un suggeriment de Koch que l'àcid podria matar els bacteris. Pettenkofer va patir símptomes lleus durant gairebé una setmana, però va afirmar que aquests no es van associar amb el còlera. El punt de vista modern és que, efectivament, va patir el còlera, però va tenir la sort de tenir només un cas lleu i que possiblement tenia certa immunitat d'un episodi anterior.
Pettenkofer va donar expressió vigorosa dels seus punts de vista sobre la higiene i la malaltia en nombrosos llibres i diaris; va ser editor del Zeitschrift für Biologie (juntament amb Carl von Voit) des de 1865 fins a 1882, i del  Archiv für Hygiene  des de 1883 fins a 1894. En 1883 se li va concedir una títol hereditari de noblesa.
En 1894 es va retirar del treball actiu, i el 10 de febrer 1901 es va disparar a si mateix en un atac de depressió. Va morir a la seva casa de la Residència de Múnic. Està enterrat a l'Alter Südfriedhof a Múnic.